# Septième circonscription de Paris de 1958 à 1986
Pour les articles homonymes, voir Septième circonscription de Paris de 1988 à 2012 et Septième circonscription de Paris depuis 2012.
De 1958 à 1986, la septième circonscription législative de Paris recouvrait l'intégralité du 9e arrondissement de la capitale. Cette délimitation s'est appliquée aux sept premières législatures de la Cinquième République française. De 1958 à 1967, elle se confond avec la 7e circonscription de la Seine.

## Députés élus
| Législature | Début de mandat | Fin de mandat   | Député            |  | Parti politique | Observations                                                       |
| ----------- | --------------- | --------------- | ----------------- |  | --------------- | ------------------------------------------------------------------ |
| Ire         | 9 décembre 1958 | 25 avril 1961   | René Moatti       |  | UNR             | démissionnaire                                                     |
| Ire         | 11 juin 1961    | 9 octobre 1962  | Gabriel Kaspereit |  | UNR             | mandat écourté à la suite d'une dissolution du général de Gaulle   |
| IIe         | 6 décembre 1962 | 2 avril 1967    | Gabriel Kaspereit |  | UNR-UDT         |                                                                    |
| IIIe        | 3 avril 1967    | 30 mai 1968     | Gabriel Kaspereit |  | UD-Ve           | mandat écourté à la suite d'une dissolution du général de Gaulle   |
| IVe         | 11 juillet 1968 | 22 juillet 1969 | Gabriel Kaspereit |  | UDR             | nommé au gouvernement                                              |
| IVe         | 23 juillet 1969 | 1er avril 1973  | Raymond Colibeau  |  | UDR             | suppléant de Gabriel Kaspereit                                     |
| Ve          | 2 avril 1973    | 2 avril 1978    | Gabriel Kaspereit |  | UDR             |                                                                    |
| VIe         | 3 avril 1978    | 22 mai 1981     | Gabriel Kaspereit |  | RPR             | mandat écourté à la suite d'une dissolution de François Mitterrand |
| VIIe        | 2 juillet 1981  | 1er avril 1986  | Gabriel Kaspereit |  | RPR             |                                                                    |

En 1985, le président de la République François Mitterrand changea le mode de scrutin des députés en établissant le scrutin proportionnel par département. Le nombre de députés du département de Paris fut ramené de 31 à 21 et les circonscriptions furent supprimées au profit du département.

## Évolution de la circonscription
En 1986, cette circonscription a été fusionnée avec l'ancienne sixième circonscription pour former la nouvelle « quatrième circonscription ».

### Élections de 1958
| Candidat                    | Candidat                | Parti          | Premier tour | Premier tour | Second tour | Second tour |  |
| Candidat                    | Candidat                | Parti          | Voix         | %            | Voix        | %           |  |
| --------------------------- | ----------------------- | -------------- | ------------ | ------------ | ----------- | ----------- |  |
|                             | Janine Alexandre-Debray | CNIP           | 8 964        | 19,32        | 12 372      | 27,1        |  |
|                             | Alexis Thomas           | Modérés        | 8 615        | 18,57        | 10 514      | 23,03       |  |
|                             | René Moatti élu         | UNR            | 8 019        | 17,28        | 13 420      | 29,4        |  |
|                             | Raymond Barbé           | PCF            | 5 847        | 12,6         | 6 334       | 13,88       |  |
|                             | Claude Panier           | UFD            | 3 111        | 6,71         | 3 009       | 6,59        |  |
|                             | Paquita Claude          | SFIO           | 2 870        | 6,19         | Retrait     | Retrait     |  |
|                             | Djamil Jacir            | CRR            | 2 821        | 6,08         | Retrait     | Retrait     |  |
|                             | Roger Delpey            | Extrême droite | 2 629        | 5,67         | Retrait     | Retrait     |  |
|                             | François Cadiou         | Divers         | 1 381        | 2,98         |             |             |  |
|                             | Camille Bornerie        | Extrême droite | 800          | 1,72         |             |             |  |
|                             | Jean Murat              | UFF            | 706          | 1,52         |             |             |  |
|                             | Jacques Saltel          | Divers         | 630          | 1,36         |             |             |  |
|                             |                         |                |              |              |             |             |  |
| Inscrits                    | Inscrits                | Inscrits       | 60 917       | 100,00       | 60 926      | 100,00      |  |
| Abstentions                 | Abstentions             | Abstentions    | 13 545       | 22,24        | 14 618      | 23,99       |  |
| Votants                     | Votants                 | Votants        | 47 372       | 77,76        | 46 308      | 76,01       |  |
| Blancs et nuls              | Blancs et nuls          | Blancs et nuls | 979          | 2,07         | 659         | 1,42        |  |
| Exprimés                    | Exprimés                | Exprimés       | 46 393       | 97,93        | 45 649      | 98,58       |  |
| Source : Gallica et CEVIPOF |                         |                |              |              |             |             |  |

Le suppléant de René Moatti était Jacques Milloux. René Moatti démissionne le 25 avril 1961.

### Élections de 1961
| Candidat                          | Candidat                | Parti          | Premier tour | Premier tour | Second tour | Second tour |  |
| Candidat                          | Candidat                | Parti          | Voix         | %            | Voix        | %           |  |
| --------------------------------- | ----------------------- | -------------- | ------------ | ------------ | ----------- | ----------- |  |
|                                   | Gabriel Kaspereit élu   | UNR            | 8 618        | 39,00        | 10 917      | 51,33       |  |
|                                   | Janine Alexandre-Debray | CNI            | 5 014        | 22,69        | 6 799       | 31,97       |  |
|                                   | Raymond Barbé           | PCF            | 3 127        | 14,15        | 3 553       | 16,71       |  |
|                                   | René Moatti sortant     | Sans étiquette | 2 991        | 13,54        |             |             |  |
|                                   | André Joublot           | PSU            | 1 187        | 5,37         |             |             |  |
|                                   | Michel Garnier          | SFIO           | 1 113        | 5,04         |             |             |  |
|                                   | Elie Benyaich           | Divers droite  | 46           | 0,00         |             |             |  |
|                                   |                         |                |              |              |             |             |  |
| Inscrits                          | Inscrits                | Inscrits       | 57 978       | 100,00       | 57 978      | 100,00      |  |
| Abstentions                       | Abstentions             | Abstentions    | 35 574       | 61,36        | 36 285      | 62,58       |  |
| Votants                           | Votants                 | Votants        | 22 404       | 38,64        | 21 693      | 37,42       |  |
| Blancs et nuls                    | Blancs et nuls          | Blancs et nuls | 308          | 1,37         | 424         | 1,95        |  |
| Exprimés                          | Exprimés                | Exprimés       | 22 096       | 98,63        | 21 269      | 98,05       |  |
| Source : Ministère de l'Intérieur |                         |                |              |              |             |             |  |

Le suppléant de Gabriel Kaspereit était Alex Biscarre, ancien résistant, Conseiller de Paris.

### Élections de 1962
| Candidat                  | Candidat                        | Parti          | Premier tour | Premier tour | Second tour | Second tour |  |
| Candidat                  | Candidat                        | Parti          | Voix         | %            | Voix        | %           |  |
| ------------------------- | ------------------------------- | -------------- | ------------ | ------------ | ----------- | ----------- |  |
|                           | Gabriel Kaspereit sortant réélu | UNR-UDT        | 17 528       | 48,13        | 21 039      | 57,26       |  |
|                           | Janine Alexandre-Debray         | CNIP           | 5 841        | 16,04        | 7 504       | 20,42       |  |
|                           | Raymond Barbé                   | PCF            | 5 444        | 14,95        | 8 197       | 22,31       |  |
|                           | Georges Leygnac                 | Radsoc         | 2 287        | 6,28         | Retrait     | Retrait     |  |
|                           | André Joublot                   | PSU            | 2 261        | 6,21         | Retrait     | Retrait     |  |
|                           | Louis Lambel                    | CR             | 1 891        | 5,19         | Retrait     | Retrait     |  |
|                           | Georges Magnant                 | MRP            | 974          | 2,67         |             |             |  |
|                           | Pierre J.L. Simon               | Extrême droite | 192          | 0,53         |             |             |  |
|                           |                                 |                |              |              |             |             |  |
| Inscrits                  | Inscrits                        | Inscrits       | 56 842       | 100,00       | 56 816      | 100,00      |  |
| Abstentions               | Abstentions                     | Abstentions    | 19 845       | 34,91        | 19 162      | 33,73       |  |
| Votants                   | Votants                         | Votants        | 36 997       | 65,09        | 37 654      | 66,27       |  |
| Blancs et nuls            | Blancs et nuls                  | Blancs et nuls | 579          | 1,56         | 914         | 2,43        |  |
| Exprimés                  | Exprimés                        | Exprimés       | 36 418       | 98,44        | 36 740      | 97,57       |  |
| Source : CDSP et Le Monde |                                 |                |              |              |             |             |  |

Le suppléant de Gabriel Kaspereit était Raymond Colibeau.

### Élections législatives de 1967
| Candidat                  | Candidat                        | Parti          | Premier tour | Premier tour | Second tour | Second tour |  |
| Candidat                  | Candidat                        | Parti          | Voix         | %            | Voix        | %           |  |
| ------------------------- | ------------------------------- | -------------- | ------------ | ------------ | ----------- | ----------- |  |
|                           | Gabriel Kaspereit sortant réélu | UD-Ve          | 19 399       | 49,98        | 21 281      | 59,12       |  |
|                           | Michel Garnier-Thénon           | FGDS (SFIO)    | 6 575        | 16,94        | 14 717      | 40,88       |  |
|                           | Jean-Claude Briffault           | CD (PDM)       | 6 529        | 16,82        | Retrait     | Retrait     |  |
|                           | Raymond Barbé                   | PCF            | 6 308        | 16,25        | Retrait     | Retrait     |  |
|                           |                                 |                |              |              |             |             |  |
| Inscrits                  | Inscrits                        | Inscrits       | 50 616       | 100,00       | 50 616      | 100,00      |  |
| Abstentions               | Abstentions                     | Abstentions    | 11 125       | 21,98        | 13 352      | 26,38       |  |
| Votants                   | Votants                         | Votants        | 39 491       | 78,02        | 37 264      | 73,62       |  |
| Blancs et nuls            | Blancs et nuls                  | Blancs et nuls | 680          | 1,72         | 1 266       | 3,4         |  |
| Exprimés                  | Exprimés                        | Exprimés       | 38 811       | 98,28        | 35 998      | 96,6        |  |
| Source : CDSP et Le Monde |                                 |                |              |              |             |             |  |

Le suppléant de Gabriel Kaspereit était Jean-Luc Laval, docteur en sciences économiques, chargé de mission auprès du Premier Ministre.

### Élections de 1968
| Candidat       | Candidat                        | Parti          | Premier tour | Premier tour | Second tour | Second tour |  |
| Candidat       | Candidat                        | Parti          | Voix         | %            | Voix        | %           |  |
| -------------- | ------------------------------- | -------------- | ------------ | ------------ | ----------- | ----------- |  |
|                | Gabriel Kaspereit sortant réélu | UDR (URP)      | 18 163       | 49,8         | 18 648      | 58,37       |  |
|                | Jean-Claude Briffault           | CD (PDM)       | 6 424        | 17,61        | 13 299      | 41,63       |  |
|                | Raymond Barbé                   | PCF            | 4 194        | 11,5         |             |             |  |
|                | Michel Garnier-Thénon           | FGDS (SFIO)    | 3 144        | 8,62         |             |             |  |
|                | Patrick Peugeot                 | PSU            | 2 811        | 7,71         |             |             |  |
|                | Alain Vanet                     | MPR            | 666          | 1,83         |             |             |  |
|                | François Cadiou                 | Rad            | 640          | 1,75         |             |             |  |
|                | Claudie Poidatz                 | TD             | 430          | 1,18         |             |             |  |
|                |                                 |                |              |              |             |             |  |
| Inscrits       | Inscrits                        | Inscrits       | 47 257       | 100,00       | 47 257      | 100,00      |  |
| Abstentions    | Abstentions                     | Abstentions    | 10 475       | 22,17        | 14 224      | 30,1        |  |
| Votants        | Votants                         | Votants        | 36 782       | 77,83        | 33 033      | 69,9        |  |
| Blancs et nuls | Blancs et nuls                  | Blancs et nuls | 310          | 0,84         | 1 086       | 3,29        |  |
| Exprimés       | Exprimés                        | Exprimés       | 36 472       | 99,16        | 31 947      | 96,71       |  |

Le suppléant de Gabriel Kaspereit était Raymond Colibeau, ingénieur des travaux publics.
Raymond Colibeau remplacera Gabriel Kaspereit, nommé membre du Gouvernement, du 23 juillet 1969 au 1er avril 1973.

### Élections de 1973
| Candidat                         | Candidat                        | Parti                | Premier tour | Premier tour | Second tour | Second tour |  |
| Candidat                         | Candidat                        | Parti                | Voix         | %            | Voix        | %           |  |
| -------------------------------- | ------------------------------- | -------------------- | ------------ | ------------ | ----------- | ----------- |  |
|                                  | Gabriel Kaspereit sortant réélu | UDR (URP)            | 12 834       | 39,95        | 15 636      | 48,99       |  |
|                                  | Jean-Claude Briffault           | CD (MR)              | 7 294        | 22,70        | 6 317       | 19,79       |  |
|                                  | Michel Garnier-Thénon           | PS (UGSD)            | 4 720        | 14,69        | 9 966       | 31,22       |  |
|                                  | Jean Massoni                    | PCF                  | 3 652        | 11,37        |             |             |  |
|                                  | Lucienne Didner-Sergent         | PSU                  | 1 206        | 3,75         |             |             |  |
|                                  | Claude Mimet                    | FN                   | 839          | 2,61         |             |             |  |
|                                  | Denise Dupont                   | LO                   | 579          | 1,80         |             |             |  |
|                                  | Jean Demare                     | Divers droite (ARIL) | 480          | 1,49         |             |             |  |
|                                  | Jean-Claude Azoulay             | Divers droite (PLF)  | 228          | 0,71         |             |             |  |
|                                  | Jean-Pierre Speller             | OCI (AJS)            | 206          | 0,64         |             |             |  |
|                                  | Gérard Poidevin                 | Gaulliste (FP)       | 90           | 0,28         |             |             |  |
|                                  |                                 |                      |              |              |             |             |  |
| Inscrits                         | Inscrits                        | Inscrits             | 41 143       | 100,00       | 41 181      | 100,00      |  |
| Abstentions                      | Abstentions                     | Abstentions          | 8 611        | 20,93        | 8 824       | 21,43       |  |
| Votants                          | Votants                         | Votants              | 32 532       | 79,07        | 32 357      | 78,57       |  |
| Blancs et nuls                   | Blancs et nuls                  | Blancs et nuls       | 404          | 1,24         | 438         | 1,35        |  |
| Exprimés                         | Exprimés                        | Exprimés             | 32 128       | 98,76        | 31 919      | 98,65       |  |
| Source : Data.gouv.fr et CEVIPOF |                                 |                      |              |              |             |             |  |

Raymond Colibeau était le suppléant de Gabriel Kaspereit.

### Élections de 1978
| Candidat       | Candidat                        | Parti               | Premier tour | Premier tour | Second tour | Second tour |  |
| Candidat       | Candidat                        | Parti               | Voix         | %            | Voix        | %           |  |
| -------------- | ------------------------------- | ------------------- | ------------ | ------------ | ----------- | ----------- |  |
|                | Gabriel Kaspereit sortant réélu | RPR                 | 13 845       | 45,34        | 19 827      | 65,57       |  |
|                | Jacques Bravo                   | PS                  | 5 531        | 18,11        | 10 413      | 34,43       |  |
|                | Jacques Rollin                  | UDF (PR)            | 4 190        | 13,72        |             |             |  |
|                | Anita Chicard                   | PCF                 | 2 904        | 9,51         |             |             |  |
|                | Philippe Saint-Martin           | Écologie 78         | 1 450        | 4,75         |             |             |  |
|                | Alphonse Fouquet                | Divers droite (RUC) | 676          | 2,21         |             |             |  |
|                | Lucienne Didner-Sergent         | PSU (FA)            | 621          | 2,03         |             |             |  |
|                | Danièle Brisson                 | PFN                 | 305          | 1            |             |             |  |
|                | Liliane Mallière                | FN                  | 280          | 0,92         |             |             |  |
|                | Chantal Crunil                  | LO                  | 247          | 0,81         |             |             |  |
|                | Michel Abrahamian               | CCA (PSPT)          | 214          | 0,7          |             |             |  |
|                | Renée Canonge-Marçu             | PSD                 | 196          | 0,64         |             |             |  |
|                | Richard Hanoun                  | FRP                 | 74           | 0,24         |             |             |  |
|                |                                 |                     |              |              |             |             |  |
| Inscrits       | Inscrits                        | Inscrits            | 39 382       | 100,00       | 39 382      | 100,00      |  |
| Abstentions    | Abstentions                     | Abstentions         | 8 496        | 21,57        | 8 403       | 21,34       |  |
| Votants        | Votants                         | Votants             | 30 886       | 78,43        | 30 979      | 78,66       |  |
| Blancs et nuls | Blancs et nuls                  | Blancs et nuls      | 353          | 1,14         | 739         | 2,39        |  |
| Exprimés       | Exprimés                        | Exprimés            | 30 533       | 98,86        | 30 240      | 97,61       |  |

Raymond Colibeau, conseiller de Paris, était le suppléant de Gabriel Kaspereit.

### Élections de 1981
|                       | Gabriel Kaspereit sortant réélu | RPR (UNM)      | 13 695 | 56,96  |  |  |  |
|                       | Jacques Bravo                   | PS             | 7 721  | 32,11  |  |  |  |
|                       | Jean Vuillermoz                 | PCF            | 1 195  | 4,97   |  |  |  |
|                       | Yves Pesseau                    | Sans étiquette | 617    | 2,57   |  |  |  |
|                       | Jean-Pierre Michaud-Léris       | Divers gauche  | 465    | 1,93   |  |  |  |
|                       | Dominique Godineau              | PSU            | 341    | 1,42   |  |  |  |
|                       | Rémy Cuisigniez                 | Extrême gauche | 9      | 0,04   |  |  |  |
|                       |                                 |                |        |        |  |  |  |
| Inscrits              | Inscrits                        | Inscrits       | 37 176 | 100,00 |  |  |  |
| Abstentions           | Abstentions                     | Abstentions    | 12 933 | 34,79  |  |  |  |
| Votants               | Votants                         | Votants        | 24 243 | 65,21  |  |  |  |
| Blancs et nuls        | Blancs et nuls                  | Blancs et nuls | 200    | 0,82   |  |  |  |
| Exprimés              | Exprimés                        | Exprimés       | 24 043 | 99,18  |  |  |  |
| Source : Data.gouv.fr |                                 |                |        |        |  |  |  |